# Родригеш, Лилиана
Лилиана Мария Гонсалвеш Родригеш де Гоиш (порт. Liliana Maria Gonçalves Rodrigues de Góis; род 13 апреля 1973, Фуншал, Мадейра) — португальский (с острова Мадейра) политик, член португальской Социалистической партии и депутат Европейского парламента от Португалии.

## Профессиональная карьера
Лилиана Родригеш родилась в Санту-Антониу, фрегезии (районе) Фуншала. До своего избрания в Европейский парламент она занимала пост президента «Лаборатории идей Мадейры» (порт. Laboratório de Ideias da Madeira) с 2011 по 2015 год. В своей неполитической профессиональной жизни Родригеш является профессором Университета Мадейры и исследователем в области образования. Она окончила Новый лиссабонский университет в 1996 году по специальности «философия» и получила две степени в области образования в Университете Мадейры: магистра в 2003 году и докторскую в 2008 году. Родригеш также преподавала философию, психологию и социологию в средних учебных заведениях. Кроме того, она занималась преподавательской деятельностью в Бразилии.
Она высказывала свои намерения сохранить свои связи с Мадейрой во время работы в Европейском парламенте.
В свободное время Родригеш увлекается дрессировкой собак, чем, по её словам, трудно заниматься в Брюсселе.

## Депутат Европейского парламента
Родригеш была впервые избрана в Европейский парламент по результатам выборов 2014 года. В парламенте она работала в Комитете по региональному развитию, Комитете по правам женщин и гендерному равенству, входила в делегацию по связям со странами Машрика и делегацию в Парламентской ассамблее Союза для Средиземноморья. Помимо своей работы в различных комитетах она также являлась членом Европейской парламентской интергруппы по правам ЛГБТ.

## Политические позиции
Родригес выступала против мер жёсткой экономии, принятых правительством Португалии в 2015 году.